# Maecilius Hilarianus
Maecilius Hilarianus war ein spätantiker römischer Politiker des 4. Jahrhunderts.
Hilarianus trug den Ehrentitel vir clarissimus. Er war im Jahr 316 Verwalter (corrector) von  Lukanien und Bruttium und 324 Prokonsul von Africa. 332 war er zusammen mit Lucius Papius Pacatianus Konsul. Von Januar 338 bis Juli 339 war er Stadtpräfekt von Rom. Ab 354 war er  Prätorianerpräfekt, vermutlich von Italien.
Eine Inschrift auf einer Wasserleitung in Fidenae trägt den Namen „Maecilius“ und könnte auf einen Besitz von Hilarianus in dieser Region hinweisen.